# Królestwo Sycylii

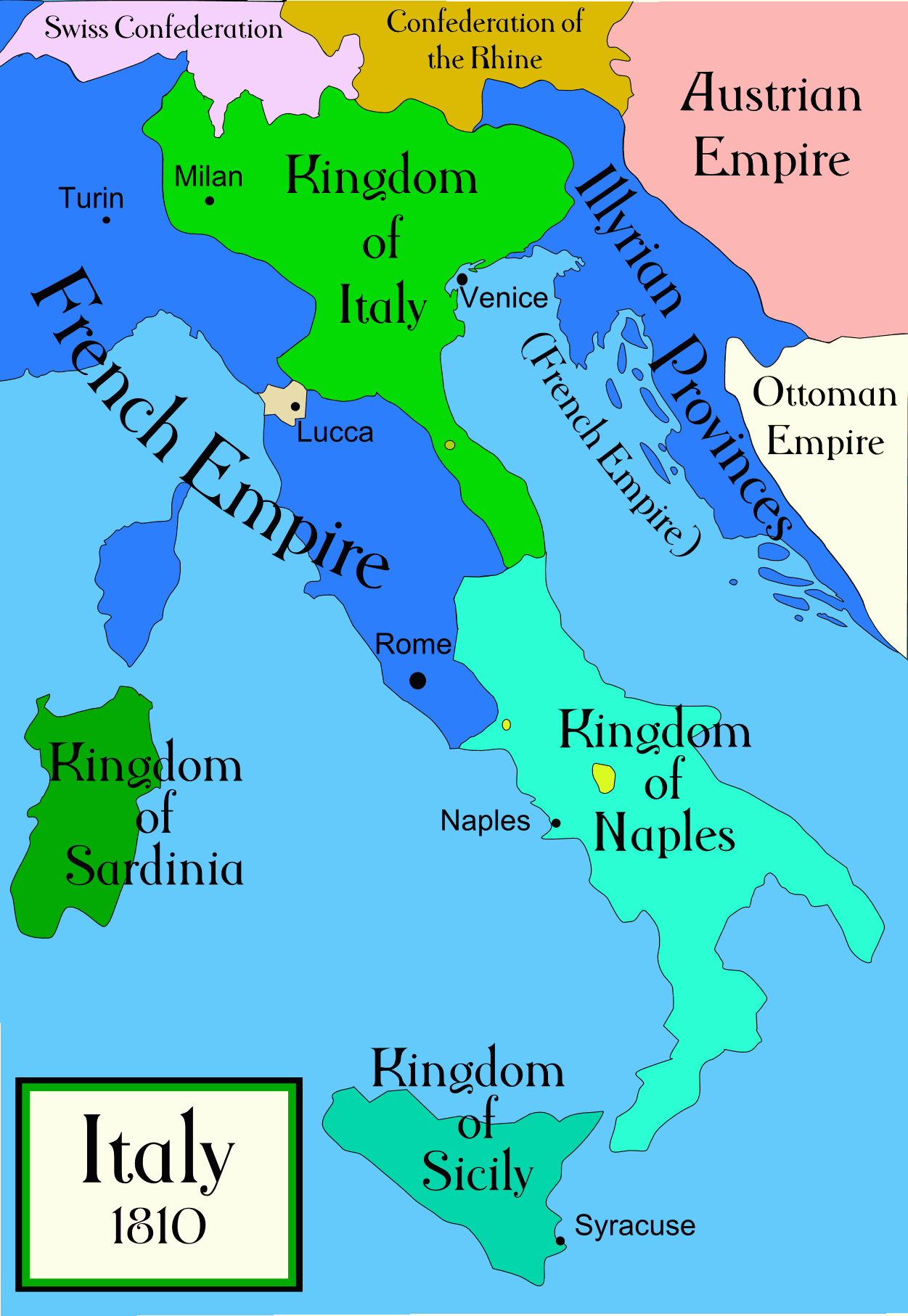
Mapa Półwyspu Apenińskiego oraz Sycylii w 1810

Królestwo Sycylii (łac. Regnum Siciliae, wł. Regno di Sicilia) – państwo założone w 1130 roku przez Rogera II, który zjednoczył posiadłości normańskie i stworzył królestwo obejmujące wyspę Sycylię, południową część Półwyspu Apenińskiego z Neapolem oraz Maltę. W XIII wieku, w wyniku buntu przeciw władzy francuskiej dynastii Andegawenów, doszło do podziału państwa na dwa królestwa, których władcy nosili formalnie ten sam tytuł "królów Sycylii". Kontynentalna część Królestwa Sycylii była odtąd zwyczajowo zwana Królestwem Neapolu i pozostała we władzy Andegawenów. Część wyspiarska natomiast znalazła się pod władzą aragońską, co z czasem związało losy królestwa z historią Hiszpanii. W XVI wieku, w wyniku wojen włoskich, Sycylia została ponownie połączona z Neapolem unią personalną – najpierw pod panowaniem hiszpańskich Habsburgów, a w XVIII wieku Burbonów. Po kongresie wiedeńskim (1815) Sycylię i Neapol przekształcono w jedno państwo pod nazwą Królestwa Obojga Sycylii.

## Historia

### Sycylia normańska (1060-1194)

#### Emirat Sycylii i podbój normański
W IX wieku Arabowie podbili bizantyńską Sycylię, gdzie z czasem utworzyli niezależny Emirat. Pomimo kilku prób odzyskania wyspy, Grekom nie udało się przywrócić swej władzy. Przez kolejne dwa wieki arabska Sycylia prosperowała gospodarczo, stając się ośrodkiem śródziemnomorskiego handlu. W XI wieku pojawili się w południowej Italii Normanowie, którzy podbili należące do Bizancjum miasta Apulii i Kalabrii i stamtąd od 1060 roku zaczęli najeżdżać Sycylię. Oddziałami dowodzili bracia de Hauteville – Robert Guiscard i Roger. W 1061 roku zdobyli Mesynę, która stała się bazą do dalszych najazdów. Podbój ułatwiał rozpad sycylijskiego emiratu, w którym o władzę rywalizowało kilku emirów. Przełomem w inwazji okazała się stoczona w czerwcu 1063 roku bitwa pod Cerami, w której niewielkie siły normańskie pod wodzą Rogera de Hauteville rozgromiły znacznie liczniejszą armię muzułmańską. Z kolei w 1068 roku Normanowie pokonali berberyjską armię Zirydów, która przybyła z Afryki na odsiecz muzułmanom sycylijskim w bitwie pod Misilmeri. Z czasem Robert Guiscard ustanowił młodszego brata hrabią Sycylii (1071), sam zaś zajmował się głównie umacnianiem swoich wpływów na Półwyspie Apenińskim. Roger kontynuował podboje zajmując kolejne miasta i twierdze wyspy: Palermo (1072), Trapani (1077), Taorminę (1078), Syrakuzy (1085), Ennę (1087), Agrigento (1087). Do 1091 roku Arabowie zostali całkowicie wyparci z wyspy. Po śmierci Roberta Guiscarda (1085) Roger stał się najsilniejszym spośród normańskich wielmożów. W 1091 roku zajął Maltę by zabezpieczyć Sycylię przed inwazją ze strony Afryki.
Rządy Rogera I nad wyspą były znacznie bardziej scentralizowane niż Normanów w południowych Włoszech. Stolicą uczynił Palermo. Hrabia sam mianował biskupów, a papież za zasługi w poszerzaniu władzy łacinników nadał jemu i jego potomkom tytuł nuncjuszów apostolskich Sycylii. Roger przywracając wpływy kościoła katolickiego nie prześladował jednak ani muzułmanów ani Greków. Ostatnie lata panowania poświęcił na umacnianie swoich wpływów w południowej Italii. Po jego śmierci w 1101 kolejnymi panami Sycylii byli jego małoletni synowie: Szymon (1101–1105) i Roger II (1105-1154).

#### Królestwo Rogera II
Roger II objął rządy w 1112 roku, w wieku 17 lat. Od początku miał ambicje przekształcić Sycylię w śródziemnomorską potęgę. Gdy pierwsze próby opanowania Tunisu zakończyły się klęską, zwrócił uwagę na normańskie posiadłości w południowej Italii. Po bezdzietnej śmierci swojego kuzyna, księcia Apulii Wilhelma II ogłosił się spadkobiercą wszystkich włoskich posiadłości rodu de Hauteville, pomijając prawa Boemunda II de Hauteville, księcia Antiochii. Doprowadziło to do konfliktu z papieżem Honoriuszem II, który obawiał się wzrostu potęgi Normanów. Papież ogłosił przeciwko Rogerowi krucjatę, gdy jednak okazało się, że nie było w Italii władców chętnych wystąpić przeciw siłom normańskim, podpisał w 1128 roku w Benewencie pakt uznający książęcy tytuł hrabiego Sycylii. Roger II jako książę Apulii podporządkował sobie pozostałych wielmożów południowych Włoch, w tym panów Neapolu, Kapui i Salerno, choć jeszcze we wczesnych latach 30. XII wieku musiał łamać opór buntujących się krewnych, których pozbawił tytułów i ziem.

##### Schizma i wojna z cesarzem
W 1130 roku zmarł niechętny Rogerowi Honoriusz i wybuchł spór o obsadzenie tronu papieskiego w Rzymie. Roger poparł wybranego przez większość kardynałów i popieranego przez rzymian Anakleta II przeciw wybranemu wcześniej, ale popartemu przez mniejszość elektorów Innocentemu II. W zamian za poparcie Anaklet II przyznał Rogerowi tytuł królewski i ten w grudniu 1130 roku koronował się w Palermo na pierwszego króla Sycylii. Konflikt o tron papieski wciągnął Rogera II do europejskiej wojny, gdyż Innocenty II uciekł z Italii i pozyskał poparcie króla Francji Ludwika VI oraz króla niemieckiego Lotara III.
Lotar wyruszył do Italii w 1133 roku, ale ze względu na niepewną sytuację w samych Niemczech nie mógł zebrać większych sił. Wprawdzie wkroczył do Rzymu, ale Anaklet dzięki pomocy Rogera utrzymał się na Lateranie. Król niemiecki zadowolił się więc koronacją cesarską poza bazyliką św. Piotra i wrócił za Alpy. Sytuacja zmieniła się jednak dwa lata później, gdy cesarz zmusił wreszcie swych przeciwników w Rzeszy do kapitulacji. To rozwiązało mu ręce i pozwoliło na przedsięwzięcie wyprawy przeciw Anakletowi i Rogerowi z Sycylii. Potężna armia wyruszyła w 1136 roku do Italii. Niemcy bez trudu zajęli Rzym i następnie wkroczyli na południe Włoch. Miasta Kapui i Apulii poddały się przeważającym siłom niemieckim i Roger musiał prosić o pokój. Zaproponował oddanie ziem w Italii jako lenno cesarskie swojemu synowi, a drugiego syna jako zakładnika. Tryumfujący u boku Lotara Innocenty nie chciał o tym jednak słyszeć i namawiał cesarza do całkowitego podboju Sycylii. Rogera uratowały letnie upały, które doprowadziły do buntu nieprzywykłe do gorąca wojska z północy. Doszło też do zatargu między Lotarem i papieżem Innocentym, który uważał, że Apulia jest papieskim lennem i to Rzym powinien decydować o obsadzeniu tronu książęcego. Zniechęcony Lotar zawrócił do Niemiec i w trakcie podróży zmarł. Sycylijczycy odbili swoje posiadłości w Italii, a ponieważ w 1138 roku zmarł Anaklet II otworzyło to drogę do normalizacji stosunków między Rogerem a papieżem Innocentym II.

### XII wiek
W wyniku ślubu Henryka Hohenstaufa, syna cesarza Fryderyka I Barbarossy, z Konstancją, pogrobową córką króla Sycylii Rogera II, po bezpotomnej śmierci króla Sycylii Wilhelma II w 1189 roku, roszczenia do korony sycylijskiej wysunął niemiecki ród Hohenstaufów. Jednak koronę Sycylii zagarnął Tankred z Lecce, nieślubny syn księcia Apulii Rogera, najstarszego syna króla Rogera II. Tankred utrzymał władzę w Królestwie Sycylii do swej śmierci w lutym 1194 roku; w kilka miesięcy po jego śmierci Henryk VI Hohenstauf przeprowadził udaną inwazję na Królestwo i 20 listopada 1194 roku wkroczył do Palermo, gdzie w dzień Świąt Bożego Narodzenia 1194 roku koronowano go na króla Sycylii.

### XIII-XVII wiek
Hohenstaufowie władali królestwem w latach 1194–1266. W 1266 roku koronę sycylijską otrzymał Karol I Andegaweński, po zwycięstwie w bitwie pod Benewentem, w toku której zginął syn cesarza i króla Sycylii Fryderyka II, dotychczasowy król Sycylii Manfred. Wkrótce, w 1282 roku, wybuchło w Palermo powstanie przeciwko Karolowi i Francuzom (tzw. nieszpory sycylijskie). Wyspa Sycylia przeszła w ręce Aragonii, natomiast Karol Andegaweński utrzymał się w kontynentalnej części królestwa (od tej pory nieformalnie określanego jako Królestwo Neapolu – choć formalnie nadal państwo to nosiło nazwę Królestwa Sycylii).
Po śmierci króla Jana II Aragońskiego Sycylia, wraz z wszystkimi posiadłościami aragońskimi, weszła w skład zjednoczonej Hiszpanii, i pozostała we władaniu hiszpańskim do 1707 roku.

### XVIII wiek
W 1707 r, w toku wojny o sukcesję hiszpańską Królestwo Sycylii zostało zajęte przez wojska koalicji antyburbońskiej; w wyniku tej wojny Sycylia przeszła pod panowanie księcia Sabaudii. W 1720 roku przejęła ją Austria, która w zamian oddała Sabaudii wyspę Sardynię. W wyniku wojny o polską sukcesję od 1735 roku Królestwa Neapolu i Sycylii znalazły się pod panowaniem młodszej linii Burbonów hiszpańskich (w osobie Karola, syna króla Hiszpanii Filipa V).
W latach 1734–1759 Królem Neapolu i Sycylii był Karol VII (Carlo VII), który w 1734 roku (jeszcze jako Don Carlos), podbił na czele armii hiszpańskiej austriacki wówczas Neapol.
Ministrowie Karola (Santostefano, Montealgre i Tanucci) utworzyli Real Giunta di Sicilia ("Królewską Radę Sycylii") według wzorów hiszpańskich, by ułatwić nadzór stolicy - Neapolu nad wyspą i by zabezpieczyć jej autonomię.
Gdy Karol VII został w 1759 roku królem Hiszpanii (jako Karol III) pozostawił władzę w ręku swego małoletniego syna Ferdynanda IV (panował 1759-1806 i 1816-1825) i jego opiekuna, pierwszego ministra Bernardo Tanucciego, byłego profesora uniwersytetu w Pizie). Był to minister reformator. W jego programie reform uczestniczył także Leopoldo de Gregorio, markiz Esquilache, którego Karol III Hiszpański zabrał ze sobą do Madrytu.
Tanucci nałożył w 1741 roku podatki na Kościół neapolitański, a uzyskane fundusze przeznaczył na budowę dróg i pałaców reprezentacyjnych i siedzib urzędów. 
W 1776 roku znajdujący się w niełasce Tanucci uciekł z Neapolu. Jego następca Domenico Caracciolo był raczej nieudanym reformatorem.
Ferdynand (z siedziby na Sycylii) i jego żona (od 1768) Maria Karolina Habsburg odważnie wystąpili (1799) przeciw agresji Napoleona i jego ogromnej armii. Do walki królewską parę namówili dowódca neapolitańskiej floty, Anglik z pochodzenia John Acton, 6. baronet Acton (od 1779 roku minister marynarki) i ambasador brytyjski w Neapolu William Douglas Hamilton Dysproporcja sił był jednak tak wielka, że Napoleon zdołał podbić państwo.

### XIX wiek
W czasie wojen z okresu rewolucji francuskiej i wojen napoleońskich wyspa Sycylia – dzięki ochronie floty brytyjskiej – pozostawała pod panowaniem Burbonów. W 1816 roku Królestwa Neapolu i Sycylii zostały formalnie połączone w Królestwo Obojga Sycylii.

## Literatura
- Steven Runciman, Nieszpory Sycylijskie, Książnica, Katowice, 2007.
- Giuseppe Bonomo, Pitrè la Sicilia e i siciliani, Sellerio, Palermo 1989.
- Isidoro La Lumia, Palermo, il suo passato, il suo presente, i suoi monumenti, Antares editrice, 2004, 1° edizione Pedone Lauriel, 1875.
- Francesco Renda, Storia della Sicilia, Sellerio, Palermo, 2003.
- Rosario Romeo, Il risorgimento in Sicilia, La Terza, Bari, 1982.
- Giuseppe Pitrè, La vita in Palermo cento e più anni fa, Editrice Il Vespro, Palermo, prima edizione Barbera, Firenze, 1904.
- Leonardo Sciascia, Le Parrocchie di Regalpetra- Morte dell’Inquisitore, La Terza, Bari,1982.